# Ouled Attia
Ouled Attia est une commune de la wilaya de Skikda en Algérie.